# Francesc Noy i Ferré
Francesc Noy i Ferré (Barcelona 1928 - 20 de gener de 1998) fou un periodista, filòleg i historiador català.
Es llicencià en filosofia i lletres a la Universitat de Barcelona, s'especialitzà en literatures romàniques medievals, especialment en poesia dels trobadors. Més tard hi fou professor. També fou professor de la Universitat Autònoma de Barcelona. En 1966 va ser expulsat de professor de literatura francesa medieval per manifestar-se contra les autoritats franquistes.
Com a periodista, fou fundador de les revistes Gaceta Ilustrada el 1956 i Historia y Vida el 1968. Del 1983 al 1987 fou director de La Vanguardia.
Militant del Partit dels Socialistes de Catalunya-Reagrupament, Josep Tarradellas el nomenà secretari general del departament d'ensenyament de la Generalitat de Catalunya del 1978 al 1982, i director de l'Institut de Ciències de l'Educació. Fou un dels artífexs del decret que introduïa el català a l'ensenyament amb caràcter obligatori.
El 1997 va rebre la Creu de Sant Jordi i la Legió d'Honor francesa.